# Le Père de la mariée 2
Pour les articles homonymes, voir Le Père de la mariée.
Série
Le Père de la mariée
(1991)
Pour plus de détails, voir Fiche technique et Distribution.
Le Père de la mariée 2 (Father of the Bride Part II) ou Le Père de la Mariée, Tome 2 au Québec est un film américain réalisé par Charles Shyer, sorti en 1995. 
Il s'agit de la suite de Le Père de la mariée.

## Synopsis
Georges Banks est père de famille aimant et parfois trop prévenant. Peu après le jour tant redouté où sa fille, Annie devait quitter la maison pour se marier, Georges s'aperçoit que, dans quelques années, son jeune fils, Matty les quittera également pour partir à l'université. Cette situation le réconforte, se voyant déjà pêchant à la mouche ou escaladant le sommet de l'Himalaya. Mais voilà, rien ne va lui être épargné.  Lui, qui commençait à apprécier son nouveau mode de vie et son gendre, apprend que sa fille est sur le point d'avoir un bébé. Il déchante aussitôt et maudit son gendre, Bryan qui le transforme donc en futur grand-père. Georges, qui refuse de devenir un "papy portant un sonotone", va donc tenter de prouver qu'il est encore jeune. Dans sa précipitation, il propose à sa femme Nina de mettre leur maison en vente pour vivre l'aventure. Une fois la maison vendue, Nina et Georges apprennent qu'ils attendent également un bébé. Notre ami est embarqué dans une folle aventure. Il sauve sa maison de la démolition et s'y réinstalle avec sa femme et sa fille, son gendre étant en voyage d'affaires. Georges est aux petits soins pour les deux femmes de sa vie, qui vivent leurs grossesses ensemble jusqu'au jour où viendra l'accouchement d'Annie. Mais au jour J, il est sans pouvoir deviner que sa fille sera maman dans quelques heures. Georges, exténué par le manque de sommeil, se laisse tenter par les somnifères que lui recommande Franck, leur coordinateur de mariage, décorateur et ami. Il force un peu trop la dose et tombe profondément endormi. Lorsqu'il reprend connaissance, il se trouve à l'hôpital partagé entre sa femme et sa fille qui ont commencé le travail en même temps. Fronk va chaleureusement aider et soutenir Georges dans cette épuisante mais magnifique aventure.

## Fiche technique
- Titre : Le Père de la mariée 2
- Titre original : Father of the Bride Part II
- Réalisation : Charles Shyer
- Scénario : Albert Hackett, Frances Goodrich, Nancy Meyers et Charles Shyer, d'après les personnages d'Edward Streeter (1949)
- Production : Carol Baum, Bruce A. Block, Julie B. Crane, Jim Cruickshank, Nancy Meyers, James Orr et Cindy Williams
- Musique : Alan Silvestri
- Photographie : Elliot Davis et William A. Fraker
- Montage : Adam Bernardi et Stephen A. Rotter
- Budget : 30 millions $[1]
- Pays d'origine : États-Unis
- Format : Couleurs - 1,33:1 - Dolby
- Genre : Comédie
- Durée : 106 minutes
- Dates de sortie :
  -  États-Unis : 9 décembre 1995
  -  France : inédit en salles, diffusé à la télévision le 5 mai 1998[2], puis sorti directement en VHS le 2 juillet 1998[3]

## Distribution
- Steve Martin (VF : Patrick Floersheim[4] ; VQ : Jean-Marie Moncelet[5]) : George Banks
- Diane Keaton (VF : Béatrice Delfe ; VQ : Élizabeth Lesieur) : Nina Banks
- Martin Short (VF : Éric Metayer ; VQ : Jacques Lavallée) : Franck Eggelhoffer
- Kimberly Williams-Paisley (VF : Séverine Morisot ; VQ : Violette Chauveau) : Annie Elizabeth Banks-MacKenzie
- George Newbern (VF : Thierry Ragueneau ; VQ : Antoine Durand) : Bryan MacKenzie
- Kieran Culkin (VQ : Nicolas Pensa) : Matty Banks
- B.D. Wong (VF : Thierry Wermuth) : Howard Weinstein
- Peter Michael Goetz (VF : Philippe Dumat ; VQ : Edgar Fruitier) : John MacKenzie
- Kate McGregor-Stewart (VF : Monique Thierry) : Joanna MacKenzie
- Jane Adams (VF : Dominique Westberg) : Dr. Megan Eisenberg
- Eugene Levy (VF : Mostéfa Stiti ; VQ : Stéphane Rivard) : Mr. Habib
- Vince Lozano : Gang Kid

## Sortie et accueil
Le long-métrage rencontre un succès commercial, rapportant 76 594 107 $ de recettes aux États-Unis. À l'international, il engrange 26 400 000 $, pour un cumul mondial de plus de 103 000 000 $. Toutefois, ce succès au box-office est en nette baisse par rapport au premier opus, sorti en 1991, qui avait totalisé 129 000 000 $ de recettes mondiales, dont 89 300 000 $ aux États-Unis et 40 000 000 $ à l'international,. 
Contrairement au premier volet, le film est resté inédit en salles en France, avant de connaître une première diffusion sur Canal + en mai 1998, suivi d'une sortie en vidéo en juillet 1998. Le long-métrage est diffusé en clair sur TF1 le 2 janvier 2000 en première partie de soirée dans le cadre du Ciné Dimanche et totalise 7,98 millions de téléspectateurs et 33,5% de part de marché, lui permettant de se hisser en tête des audiences.